# Studentnation

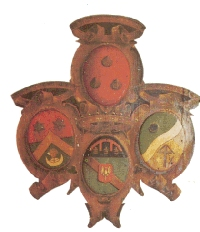
Vapensköldar som symboliserar nationerna vid universitetet i Bologna

Studentnation eller bara nation är en studentförening vid ett universitet eller en högskola. Verksamheten vid de olika nationerna i Sverige och Finland är varierande, men i de flesta fall är nationerna opolitiska organisationer som bland annat driver restaurang, har bibliotek och tillhandahåller bostäder till sina medlemmar (landsmän). Nationernas namn syftar på det område som nationen betraktar som sin hembygd, det vill säga det område som nationens medlemmar i huvudsak kommer ifrån. Krav på medlemmarnas härstamning från en viss hembygd förekommer idag endast vid Södermanlands-Nerikes nation i Uppsala. 

## Obligatorium
Från år 1667 var medlemskap i en nation obligatoriskt vid universiteten Uppsala och Åbo (senare Helsingfors), och i Lund från 1695. Dessa universitets nationer bildades alla på 1600-talet. Medlemskapet kallades nationsobligatorium och var avgiftsbelagt för studenterna. Vid Helsingfors universitet avskaffades nationsobligatoriet 1937. Vid Uppsala och Lunds universitet avskaffades nationsobligatoriet 2010.
Studentnationerna vid de lärosäten i Sverige där medlemskap var obligatoriskt, det vill säga Uppsala och Lund, skilde sig från övriga nationer genom att deras verksamhet var reglerad av staten, senast genom förordningen (1983:18) om studerandekårer, nationer och studentföreningar vid universitet och högskolor. Universitetens styrelser ålades där viss tillsyn över nationerna. Förordningen upphävdes av studentkårsförordningen (2009:769), som inte nämner nationer. Däremot nämns i högskolelagen att status som studentnation har nationer vid Uppsala och Lunds universitet som innan 1 juli 2010 omfattades av obligatoriskt medlemskap samt bedrev studiesocial verksamhet.

## Historia
De svenska och finska studentnationernas förebilder kan spåras till de högmedeltida universiteten i bland annat Paris och Bologna. Studenterna delade in sig i olika sammanslutningar efter sin geografiska härkomst, organisationer som tidigt kallades nationes; i Paris omnämns de redan vid andra halvan av 1100-talet. Vid mitten av 1200-talet har de fått en fast organisation med mer eller mindre definierade rättigheter och med inbördes rivalitet. I Paris var de fyra till antalet: den Galliska, Normandiska, Picardiska och Anglikanska nationen. De skandinaviska studenterna kom att tillhöra den Anglikanska nationen, vilken senare bytte namn till den Germanska nationen i samband med Hundraårskriget.

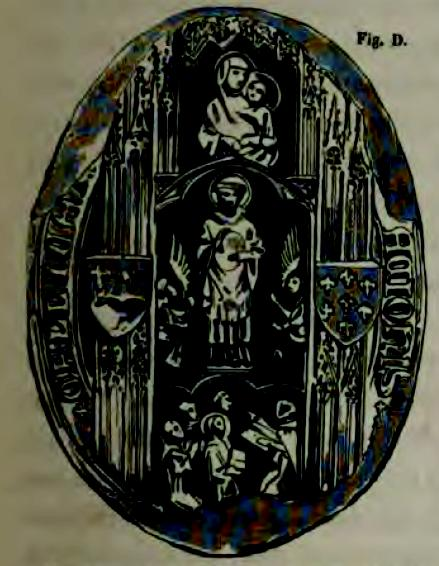
Den franska (galliska) nationens vid universitetet i Paris sigill

Liknande sammanslutningar, så kallade Landsmannaskap (på tyska Landsmannschaften, på latin societates nationales, singular societas nationalis), fanns även vid det protestantiska universitetet i Rostock där många svenskar studerade, speciellt under Uppsala universitets nedgångsperiod efter reformationen under 1500-talet. Under de första decennierna av 1600-talet började studenterna i Uppsala att organisera sig enligt samma mönster, med indelning främst efter de landskap som studenterna härstammade från, och detsamma skedde senare vid Universitetet i Dorpat (Tartu), Kungliga akademien i Åbo och vid Lunds universitet. Sedan 1840-talet har alla nationerna haft egna fanor med heraldiskt motiv (respektive landskapsvapen) att användas vid nationens eller universitetets ceremonier, och inom varje nation är ett antal studenter utsedda till hedersuppdraget 'fanbärare'.

## Organisation
Nationen och landsmännen övervakas av en inspektor, ursprungligen en professor som på universitetets uppdrag tillsåg att studenterna skötte sig. I dagsläget har inspektor främst en ceremoniell roll, men fungerar i vissa fall som till exempel ordförande i nationens styrelse. Den dagliga verksamheten leds av en eller flera personer med titeln kurator, som ingår i den verkställande "ledningsgruppen" kuratelet. Kurator skall i detta sammanhang inte förväxlas med yrken som har samma beteckning som förekommer inom socialvården respektive utställningssammanhang, utan härstammar från den medeltida ämbetstiteln curator, vilket är latin och betyder "ombesörjare".[källa behövs]

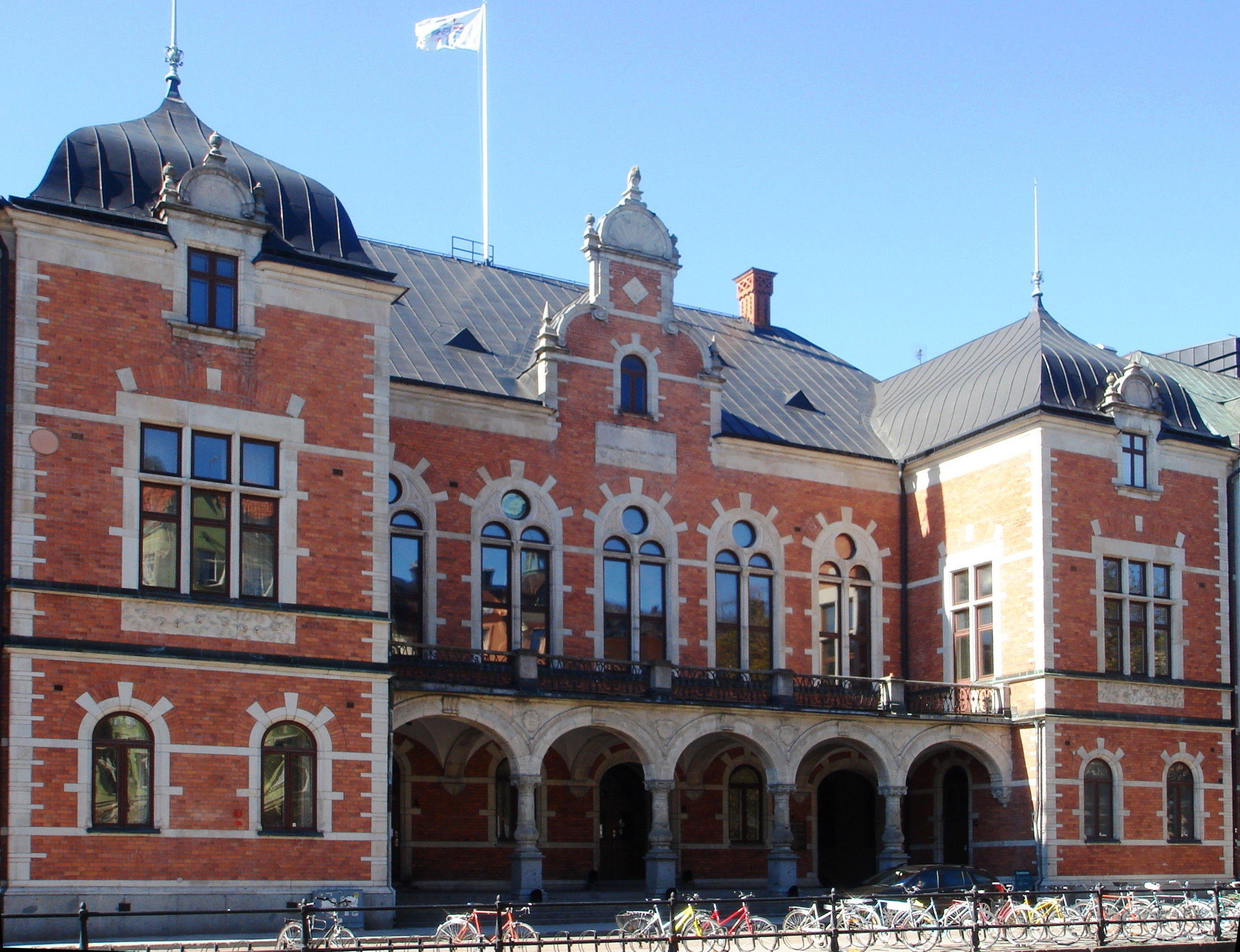
Norrlands nation, Uppsala
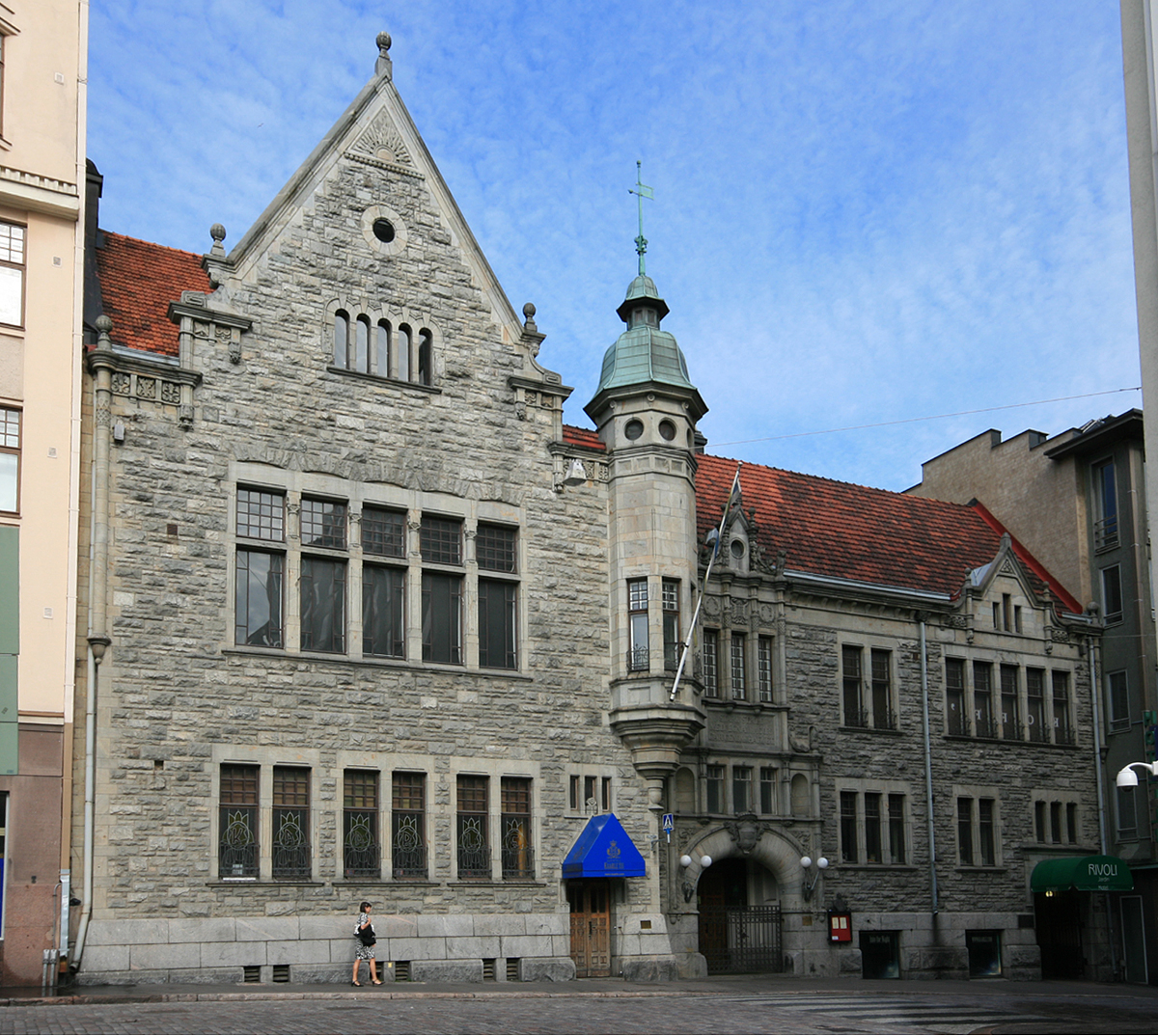
Nylands nation, Helsingfors
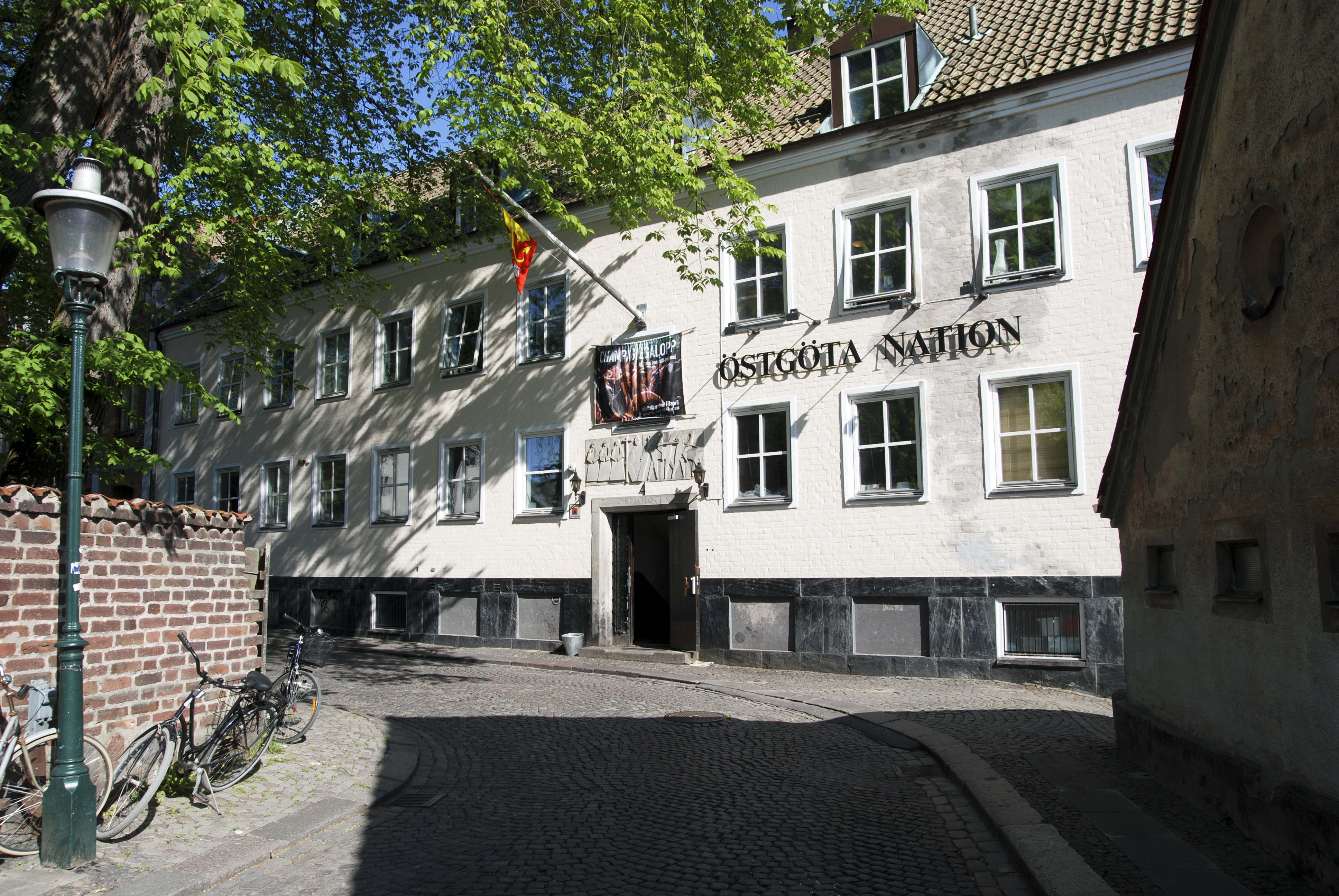
Östgöta nation, Lund